# 클란탄주

클란탄 주의 깃발

클란탄 주의 문장

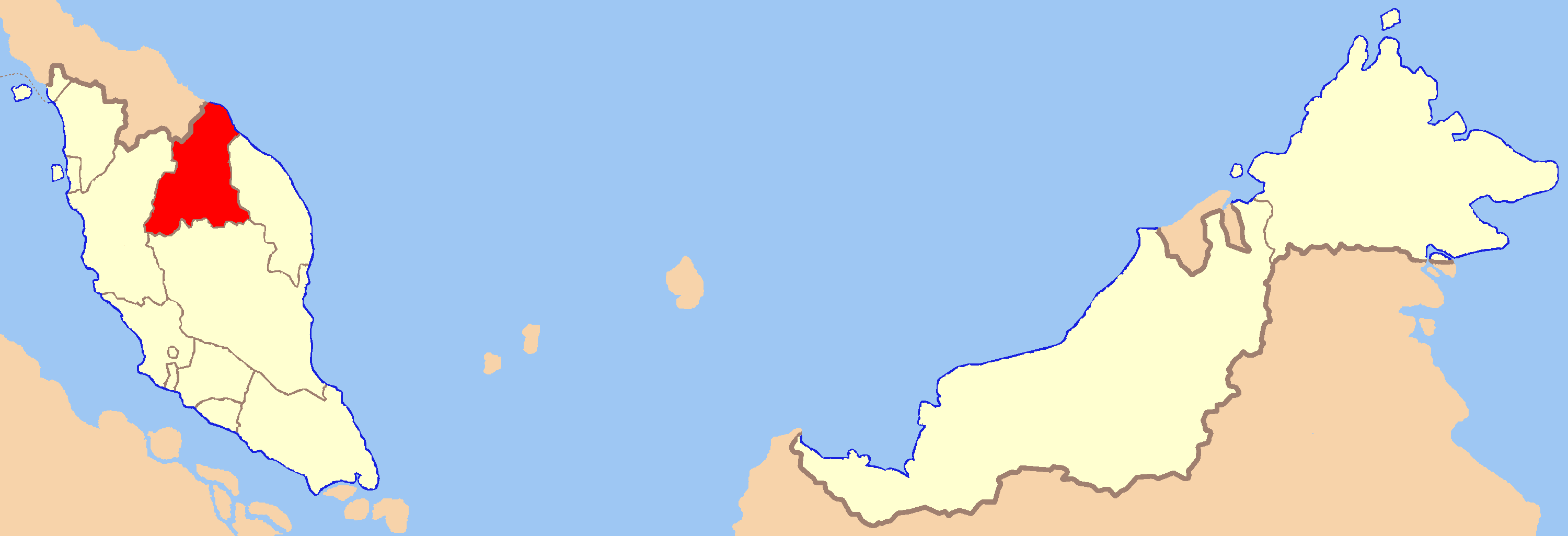
클란탄 주

클란탄주(Kelantan, 자위 문자: كلنتن دار النعيم, 클란탄팟타니어: Klatè, 문화어: 꺼란딴)는 말레이시아를 구성하는 13개의 주 가운데 하나로, 주도는 코타바루이며 인구는 1,459,994명(2010년 기준), 면적은 15,099km2, 인구밀도는 96.7명/km2이다. 북쪽으로는 태국 나라티왓 주, 남동쪽으로는 트렝가누주, 서쪽으로는 페락주, 남쪽으로는 파항주와 인접해 있으며 북동쪽으로는 남중국해와 인접해 있다. 공식 명칭은 클란탄 다룰 나임(말레이어: Kelantan Darul Naim)이다. 끌라떼라고 부르기도 한다.

## 문화

### 주민
95%가 말레이인이다.

### 언어
말레이어가 공용어이다. 표준 말레이어를 따르나, 께쩩 끌라떼(클란탄팟타니어: Kecek Klate)라고 불리는 클란탄팟타니어라는 클란탄에서만 사용되는 독자적인 언어가 있다. '클란탄 말레이어'라고 부르기도 하는 이 언어는 말레이어의 방언이나, 표준 말레이어와는 큰 차이가 있어 표준어 화자들이 잘 못알아 듣는 경우도 있다. 이 언어로는 '클란탄'을 '끌라떼(Klate)'라고 부른다. 'a', 'an' 따위로 끝나는 것을 'e'로 끝내며, 대표적으로는 jange(표준어 jangan; 뜻은 '안 된다'), make(표준어 makan, 뜻은 '먹다')가 있다. 비교급 다음에 형용사가 오는 표준 말레이어와는 달리 클란탄팟타니어는 형용사 다음에 비교급이 온다.

## 교통
아시안 하이웨이 140호선이 이 주를 관통하고 있는 것으로 알려져 왔다.